# سوزان براون (ممثلة)
سوزان براون (بالإنجليزية: Susan Brown)‏ هي ممثلة أمريكية، ولدت في 4 مايو 1932 في سان فرانسيسكو في الولايات المتحدة، وتوفيت في 31 أغسطس 2018 بسبب مرض آلزهايمر.

## وصلات خارجية
- سوزان براون على موقع IMDb (الإنجليزية)
- سوزان براون على موقع قاعدة بيانات برودواي على الإنترنت (الإنجليزية)
- سوزان براون على موقع قاعدة بيانات الفيلم (الإنجليزية)